# Revolución del 1 de septiembre
La revolución del 1 de septiembre o Revolución de al-Fateh fue la denominación que se le otorgó al golpe de Estado realizado contra el régimen de Idrís I, rey de Libia, el lunes 1 de septiembre de 1969. Primeramente se inició en la ciudad de Sabha, ubicada en el centro del país, aunque rápidamente se extendió por toda Libia incluyendo Trípoli.
El golpe fue abanderado por una facción juvenil, izquierdista y revolucionaria de militares encabezada por el coronel Muamar el Gadafi, licenciado en derecho pocos años antes, quien posteriormente administró el país bajo dos formas distintas de gobierno conocidas como República Árabe Libia (1969-1977) y Yamahiriya o Estado de las masas (1977-2011), luego de que la guerra civil que tuvo lugar desde el 15 de febrero hasta el 20 de octubre de 2011 pusiera fin a su último gobierno y lo asesinara en su ciudad natal: Sirte.

## Antecedentes
El descubrimiento de importantes reservas de petróleo en 1959 y el ingreso posterior permitieron al recientemente independizado Reino de Libia pasar de ser una de las naciones más pobres del mundo a un estado rico. Sin embargo, aunque el petróleo mejoró drásticamente las finanzas del gobierno libio, el resentimiento entre la población comenzó a crecer debido a la concentración de la riqueza en manos del Rey Idris I. El descontento aumentó con el auge del nasserismo, el nacionalismo árabe y el socialismo en el mundo árabe. El 4 de agosto de 1969, el rey Idris, ya anciano y enfermo, había abdicado en favor de su hijo, Hasan as-Senussi, cuya sucesión fue programada para el 2 de septiembre.

## Desarrollo
El 1 de septiembre de 1969, un día antes de que la abdicación de Idris (el cual se encontraba recibiendo tratamiento médico en Turquía) se hiciera efectiva, setenta oficiales del Ejército Libio, conocidos como Movimiento de Oficiales Libres, tomaron control del gobierno por la fuerza y abolieron la monarquía en pocas horas. El golpe fue lanzado en la ciudad de Bengasi, y logró tomar el control total del país en tan solo dos horas. Varias unidades del ejército se unieron en apoyo al golpe y, a los pocos días, el control militar ya se había establecido en la capital, Trípoli. La recepción popular del golpe de Estado, sobre todo para los jóvenes de las zonas urbanas, fue entusiasta. Los temores de la resistencia por parte del débil gobierno fueron infundados, y no se registraron inicialmente muertos o hechos violentos. En su primer comunicado, el mismo 1 de septiembre, el nuevo Consejo del Comando Revolucionario, proclamó la República Árabe Libia, cuyo primer gabinete se conformó oficialmente el 7 de septiembre.